# Andreas Breuss
Andreas Breuss, auch Andi Breuss (* 1961 in Feldkirch) ist ein österreichischer Holz- und Lehmbauplaner und Hochschullehrer.

## Werdegang
Andreas Breuss absolvierte zwei Studien (Holzbauarchitektur an der Universität für künstlerische und industrielle Gestaltung Linz und Psychologie und Soziologie an der Universität Wien), die er jeweils mit dem akademischer Grad Magister abschloss.
Breuss gestaltet seit 1989 architektonische Räume und Objekte wie etwa Einfamilienhäuser, Dachbodenausbauten, Wohn- und Schulraumgestaltungen, Büroräume, touristische und gastronomische Räume oder Möbeldesign, verfasst wissenschaftliche Studien zur Verwendung von natürlichen Baustoffen am Bau und hält einschlägige Vorträge.
Seit 2007 betreibt er ein technisches Planungsbüro für Holz-Lehm-Innenarchitektur in Wien und seit 2010 ist er Lehrbeauftragter an der New Design University (NDU) in St. Pölten.

## Projekte (Auswahl)
- 2009: Lehmhaus Mitterretzbach
- 2014: Dachausbau Wien Fünfhaus
- 2016: Familienhaus Grafenegg
- 2016: Rudolf Steiner Schule in Mauer/Wien
- 2017: Mesnerhof in Steinberg am Rofan (Tirol)

## Anerkennungen
- 1989: Forschungsstipendium des Kulturamtes der Stadt Wien
- 1993: Kulturpreis der Stadt Feldkirch
- 2008: Bmvit, Innovationspreis: „Createch Visions of the Future, Mobilität“
- 2015: Holzbaupreis Wienwood
- 2016: NÖ Holzbaupreis, Anerkennungspreis
- 2016: Niederösterreichischer Kulturpreis Architektur Anerkennung
- 2018: Nominierung Das Beste Haus NÖ